# Wilhelm Beck (Schauspieler)
Wilhelm Beck (* 3. Dezember 1948 in Bonn) ist ein deutscher Schauspieler; er ist auch als Synchronsprecher tätig.

## Leben
Wilhelm Beck absolvierte eine Schauspielausbildung bei Jürgen Goslar, David Esrig und Peter Rieckmann. Er spielte in den Tatorten Blutiger Asphalt, Zeit der Fische und Bis dass dein Tod uns scheidet mit.  In der Fernsehserie Büro, Büro spielte er in der zweiten und dritten Staffel die Rolle des Hausmeisters Beck.
Beck lebt mit seiner Familie in München und ist dort auch Mitglied im Bezirksausschuss Au-Haidhausen.

## Filmografie (Auswahl)
- 1984: Kein schöner Land
- 1988–1990: Büro, Büro
- 1995: Tatort – Blutiger Asphalt
- 1996: Der Bulle von Tölz: Unter Freunden
- 1998: Tatort – In der Falle
- 1999: Adrenalin-Junkies
- 2000: Der kleine Mann
- 2002: Bis dass dein Tod uns scheidet
- 2003: Anwälte der Toten – Tod im Internet
- 2004: Zeit der Fische
- 2005: Die andere Hälfte des Glücks
- 2006: Fifa – Das Kreuz mit der Schrift
- 2009: Um Himmels Willen 	 – Wohltäter der Menschheit
- 2010: SOKO Kitzbühel – Auf Liebe und Tod
- 2012: Heiter bis Tödlich: Hubert und Staller – Tod im Schullandheim
- 2012: Heiter bis Tödlich: Hubert und Staller – Konzert für eine Leiche
- 2014: Schnee in Rio
- 2017: SOKO München – Der Mann im Baum

## Theater (Auswahl)
- 1981–1982: Andorra, Fränkisches Theater
- 1982–1984: Romeo und Julia, Landestheater Schwaben
- 1985–1986: Mit der Faust der ins offene Messer, Theater rechts der Isar
- 1990–1991: Der Besuch der alten Dame, Theater rechts der Isar
- 1992: Asyl, Residenztheater München
- 1998: Spass und Elend im 3. Zimmer, Theater der Jugend
- 2002–2003: Kabale u. Liebe, Theatergastspiel Kempf
- 2005: Nothing but music, Prinzregenttheater München
- 2007: Caligula,  Metropoltheater München